# Megachile conaminis
Megachile conaminis là một loài Hymenoptera trong họ Megachilidae. Loài này được Cockerell mô tả khoa học năm 1926.